# Иввавик (национальный парк)
Национальный парк Иввавик (англ. Ivvavik National Park, фр. Parc national Ivvavik) — национальный парк Канады, расположенный на севере канадской территории Юкон. Парк был создан в 1984 году в рамках соглашения между инуитами западной Арктики и правительством Канады и первоначально носил название Норт-Юкон. В 1992 году парк сменил название. На языке инувиалуит Иввавик означает «место рождения, ясли».

## Физико-географические характеристики
Вместе с национальным парком Вунтут (с которым парк Иввавик граничит на юге), парк представляет собой северный Юкон в системе национальных парков Канады. Разделение на два парка произошло в связи с тем, что на территории парков проживают разные народы. Иввавик — первый национальный парк Канады, созданный в рамках соглашений о разделе земли.
Основу парка составляют река Ферт и горы Бритиш-Маунтинс. Горы занимают приблизительно две трети парка. Вместе с равнинами Олд-Кроу на юге они составляют часть Берингии — территории, которая не была покрыта льдом во время последнего ледникового периода. Рельеф парка во многом подтверждает эту особенностей: здесь присутствуют V-образные долины и изолированные холмы конической формы. Вершины гор Бритиш-Маунтинс колеблются в интервале от 860 до 1680 м над уровнем моря.
Река Ферт является натуральным коридором для животного мира парка, а также его посетителей. 130 км реки на север от озера Маргарет на границе с Аляской до моря Бофорта являются судоходными, течение реки относительно медленное, а долина широкая. По мере увеличения скорости реки долина сужается. На ручье Джо-Крик, впадающем в реку, скорость значительно увеличивается,а многочисленные камни формируют пороги II и III+ класса сложности. Примерно на половине пути река втекает в узкий каньон, который заканчивается только с наступлением прибрежных равнин.
Ширина прибрежных равнин колеблется от 30 км на востоке до 10 км на западе. Во время последнего ледникового периода часть континентальных ледовых масс с гор Ричардсона достигала прибрежных равнин.

### Климат
На территории парка полярная ночь продолжается около месяца, а полярный день длится два месяца. Летом средняя температура составляет 14 °C, зимой — −29 °C, с небольшим количеством осадков. Прибрежные районы парка подвержены влиянию воздушных масс с моря, в то время как в центральной и южной части парка превалирует континентальный субарктический климат с меньшим количеством туманов, осадков и меньшим перепадом температур. Горы Бритиш-Маунтинс также оказывают существенное влияние на климат в регионе.

### Флора и фауна
В парке представлены три растительных мира: арктическая тундра, горная тундра и тайга, причём первые два занимают почти всю площадь парка. Тайга представлена низкорослыми елями и бальзамическим тополем. Эти деревья растут в 30 км от моря Бофорта и являются самыми северными представителями видов в Канаде.